# ایو ماری آدلین
ایو ماری آدلین (به فرانسوی: Yves-Marie Adeline) نویسنده قرن بیستم میلادی اهل فرانسه است.